# Ван Хёрат, Хендрик
Хендрик ван Хёрат (нидерл. Hendrik van Heuraet; 8 сентября 1634, Харлем — 1660?, Лейден) — голландский математик; известен как один из основоположников метода интегрирования и автор книги «Epistola de Transmutatione Curvarum Linearum in Rectus» («О преобразовании кривых в прямые линии», 1659).
С марта 1653 года изучал медицину, позже математику в Лейденском университете, ученик Франса ван Схотена. Вместе с Христианом Гюйгенсом и Иоганном Худде сформировал группу талантливых студентов, которые под руководством Франса ван Схотена разработали методы определения касательных и квадратур алгебраических кривых.
Вклад в зарождающееся интегральное исчисление — открытие метода выпрямления кривых линий, то есть определения их длины: в работе 1659 года свёл вопрос о длине кривой линии (задачу выпрямления) к вопросу о площади другой кривой (задаче выпрямления). Первым из многочисленных приложений, данных этому методу непосредственно автором, было выпрямление полукубической параболы. Метод ван Хёрата упомянут в голландском издании 1659 года «Геометрии» Декарта, вышедшем под редакцией ван Схотена.